# Stanisław Bareja
Stanisław Sylwester Bareja (Warschau, 5 december 1929 – Essen, 14 juni 1987) was een Pools filmregisseur.

## Filmografie
- 1960: Mąż swojej żony
- 1961: Dotknięcie nocy
- 1963: Żona dla Australijczyka
- 1965: Kapitan Sowa na tropie
- 1966: Małżeństwo z rozsądku
- 1968: Przygoda z piosenką
- 1972: Poszukiwany poszukiwana
- 1974: Nie ma róży bez ognia
- 1975: Niespotykanie spokojny człowiek
- 1976: Brunet wieczorową porą
- 1978: Co mi zrobisz jak mnie złapiesz
- 1980: Miś
- 1983: Alternatywy 4
- 1986: Zmiennicy